# Pfarrhaus der Domgemeinde
Das ehemalige Pfarrhaus der Domgemeinde befindet sich in Bremen, Stadtteil Mitte, Domsheide 2. Es entstand 1845 nach Plänen von Maurermeister Johann Hinrich Schröder.
Es steht seit 1973 unter Bremer Denkmalschutz.

## Geschichte
Die Dominsel zwischen Domshof, Sandstraße, Violenstraße, Domsheide und Dom kam gemäß dem Reichsdeputationshauptschluss von 1803 zu Bremen.  In der ersten Hälfte des 19. Jahrhunderts entstanden die ersten klassizistischen Pfarrhäuser. 
Das zweigeschossige, fünfachsige, verputzte Pfarrhaus der St. Petri-Domgemeinde mit einem Walmdach, dem kräftigen auskragenden Gesims und dem Mitteleingang wurde 1845 in der Epoche des Klassizismus gebaut. Es schließt direkt an ein dreigeschossiges, klassizistisches Haus von 1848, Domsheide 3, an. Gartenarchitekt Friedrich Gildemeister gestaltete 1912 die so nicht erhaltene Außenanlage. In dem Gebäude befanden sich im Erdgeschoss die Amtszimmer und ein Lehrraum und im Obergeschoss zwei Wohnungen, die u. a. der Domprediger Otto Hartwich und Hermann Rahm bewohnten.
Heute (2018) befinden sich in dem Haus die Familien- und Lebensberatung der Bremischen Evangelische Kirche (BEK) und Cora, die Beratungsstelle zur Schwangerschaft und Pränataldiagnostik.
Zu den Wohnstätten der Domprediger siehe bei Predigerhäuser der Domgemeinde.
Das geschützte Ensemble der Dominsel besteht zudem aus St.-Petri-Dom mit dem Dom-Museum (romanischen und gotische Anbauten), Predigerhäuser der Domgemeinde, Küsterhaus der Domgemeinde, Gemeindehaus, Die Glocke und Kapitelhaus der Domgemeinde, Haus Kulenkampff und zwei Geschäftshäuser Domsheide 4 und 5 sowie dem Bismarck-Denkmal mit dem Reiterstandbild Otto von Bismarck und dem Turmbläserbrunnen.